# アレバロの戦い
アレバロの戦い（アレバロのたたかい、The Battle of Arevalo）はフィリピン諸島のパナイ島アレバロで1599年に発生した、ミンダナオ島の原住民とスペイン人勢力との戦い。

## 概要
ミンダナオ島の首長サリとシロンガ率いる五十隻と三千を超える兵士の船団がパナイ島に侵攻した。最初の襲撃で同島の村落を襲い、二度目の襲撃ではスペイン人居住地のアレバロ（現在のイロイロ市アレバロ区）の要塞に侵攻した。
要塞司令官のガルシラ・デ・シエラは乗馬を打ち取られたのち自らも討死したが、火縄銃兵の活躍により要塞を守備した。